# Acerbia johanseni
Acerbia johanseni là một loài bướm đêm thuộc phân họ Arctiinae, họ Erebidae.